# Bresolettes

Bresolettes este o comună în departamentul Orne, Franța. În 1 ianuarie 2018 avea o populație de 24 de locuitori.